# Würzburg Hauptbahnhof
Würzburg Hauptbahnhof is een spoorwegstation in de Duitse plaats Würzburg. Het station behoort tot de Duitse stationscategorie 2. Het station werd in 1854 geopend. 